# Appenzell Interior
Appenzell Interior é um semicantão da Suíça.
Junto com o semicantão de Appenzell Exterior forma o cantão histórico de Appenzell. Essa divisão aconteceu em 1597 por motivos religiosos: o cantão de Appenzell Exterior tem maioria protestante, enquanto o Appenzell Interior tem maioria católica.
Assim como outros 10 cantões, este não tem distritos, mas está dividido directamente em comunas.